# Yurimaguas
Yurimaguas ist eine Stadt im peruanischen Regenwald. Sie hat 62.903 Einwohner (2017). Yurimaguas ist die Hauptstadt der Provinz Alto Amazonas in der Region Loreto. Außerdem ist sie Verwaltungssitz des gleichnamigen Distrikts.

## Geographie und Wirtschaft
Yurimaguas liegt auf einer Höhe von rund 150 m am linken Ufer des Río Huallaga, einem schiffbaren Quellfluss des Amazonas im landwirtschaftlich genutzten Gebiet des peruanischen Regenwaldes. Im Westen der Stadt beginnt ein hügeliges, von Farmen geprägtes Gebiet, das durch Reste von tropischem Wald durchsetzt ist. Die Cordillera Oriental mit Höhen bis ca. 2000 m liegt als letzter Ausläufer der Anden in Form eines lang gestreckten Bergrückens ca. 70 km südwestlich der Stadt. Im Osten von Yurimaguas, am rechten Ufer des Río Huallaga, beginnt das eigentliche Tiefland des Amazonasbeckens.
Yurimaguas ist auf dem Landweg auf einer 136 km langen, durchgängig asphaltierten Straße von Tarapoto aus gut zu erreichen. Iquitos, die größte Stadt im peruanischen Regenwaldgebiet, ist auf dem 750 km langen Flussweg mit Last- und Personenschiffen zu erreichen.
Diese Lage macht Yurimaguas zu einem wichtigen Warenumschlagplatz: während hier Güter aus dem Amazonasbecken von Schiffen auf Lastwagen umgeladen werden, kommen die Produkte der Küstenregion Perus oft über Yurimaguas nach Iquitos oder Brasilien. Vor dem Bau des Panamakanals wurden viele Waren vom Atlantik zum Pazifik über den Amazonas und Yurimaguas befördert.
Jenseits der Bedeutung des Transportwesens ist die Wirtschaft der Region weitgehend landwirtschaftlich geprägt, doch auch der Tourismus ist für die Region von zunehmender Bedeutung. In der dünn besiedelten Region hat zudem der Drogenanbau einen gewissen Anteil an der Wirtschaft.

## Verkehr
Busse und Sammeltaxis befördern Passagiere nach Tarapoto in ca. 2 bis 3 Stunden.
Kombinierte Güter-/Passagierschiffe verkehren nach Iquitos. Fahrpläne gibt es keine. Sie fahren los, wenn sie genug geladen haben. Die Fahrzeit beträgt 3 Tage.
Es gibt einen Flughafen mit einer 1800 × 30 m messenden Landebahn. Im Moment gibt es aber keinen öffentlichen Flugverkehr auf dem Flughafen von Yurimaguas. Der nächste Flughafen, welcher von zahlreichen Fluggesellschaften mehrmals täglich bedient wird, ist Tarapoto.

## Geschichte
Das Gebiet im Bereich des Río Marañón und Río Huallaga wurde ab 1680 vom Jesuitenpater Samuel Fritz besucht, mit dem Ziel, die indigenen Völker zu evangelisieren. Er gründete 38 Siedlungen, sogenannte Jesuitenreduktionen, unter anderem „Nuestra Señora de las Nieves de Yurimaguas“, aus welcher sich die spätere Stadt Yurimaguas entwickelte.
Am 26. Mai 2019 wurden bei einem schweren Erdbeben mehrere Gebäude in der Stadt beschädigt.

## Kultur

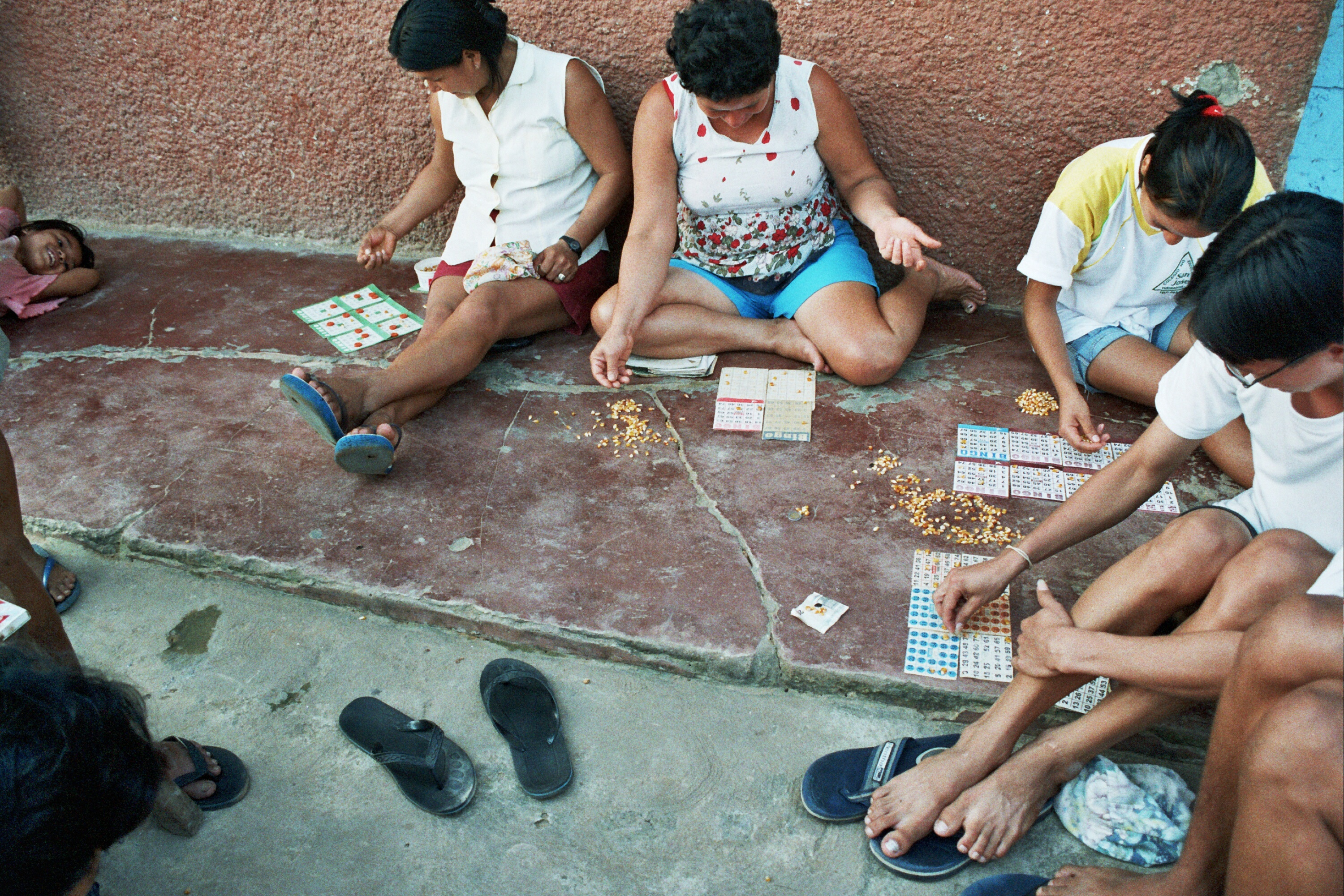
Frauen in Yurimaguas spielen Bingo mit Maiskörnern

Yurimaguas weist eine ausgeprägte ethnische und kulturelle Vielfalt auf. Dies zeigt sich auch in der Menge der hier gesprochenen Sprachen. Neben dem Spanischen werden hier Sprachen aus drei verschiedenen Sprachfamilien verwendet: Quechua, Jibaro und Cahuapana. Rund ein Drittel der Bevölkerung wird indigenen Bevölkerungsgruppen wie den Yurimagua zugerechnet.
Yurimaguas ist Sitz des Apostolischen Vikariats Yurimaguas der römisch-katholischen Kirche.

## Persönlichkeiten
- Miguelina Acosta Cárdenas (1887–1933), Juristin

## Klima
Das Klima in Yurimaguas ist tropisch, die Jahresdurchschnittstemperatur beträgt 26 °C. Die Regenzeit ist von Dezember bis März. In dieser Zeit ist die Straße nach Tarapoto oft kaum befahrbar.
|                       | Jan   | Feb   | Mär   | Apr   | Mai   | Jun   | Jul  | Aug  | Sep   | Okt   | Nov   | Dez   |   |         |
| Mittl. Tagesmax. (°C) | 32,0  | 31,6  | 31,2  | 31,4  | 31,2  | 31,0  | 31,0 | 32,3 | 32,6  | 32,3  | 32,0  | 32,1  | ⌀ | 31,7    |
| Mittl. Tagesmin. (°C) | 22,2  | 22,1  | 22,0  | 22,0  | 21,7  | 21,0  | 20,6 | 21,0 | 21,6  | 22,0  | 22,1  | 22,2  | ⌀ | 21,7    |
|                       |       |       |       |       |       |       |      |      |       |       |       |       |   |         |
| Niederschlag (mm)     | 204,8 | 197,7 | 256,9 | 218,4 | 166,2 | 100,9 | 89,8 | 97,4 | 139,6 | 188,6 | 205,8 | 206,0 | Σ | 2.072,1 |

| 22,2 |

| 22,1 |

| 22,0 |

| 22,0 |

| 21,7 |

| 21,0 |

| 20,6 |

| 21,0 |

| 21,6 |

| 22,0 |

| 22,1 |

| 22,2 |

| 22,2 |

| 22,1 |

| 22,0 |

| 22,0 |

| 21,7 |

| 21,0 |

| 20,6 |

| 21,0 |

| 21,6 |

| 22,0 |

| 22,1 |

| 22,2 |